# Peter Paul Brang

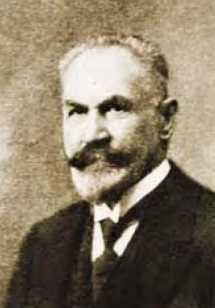
Peter Paul Brang

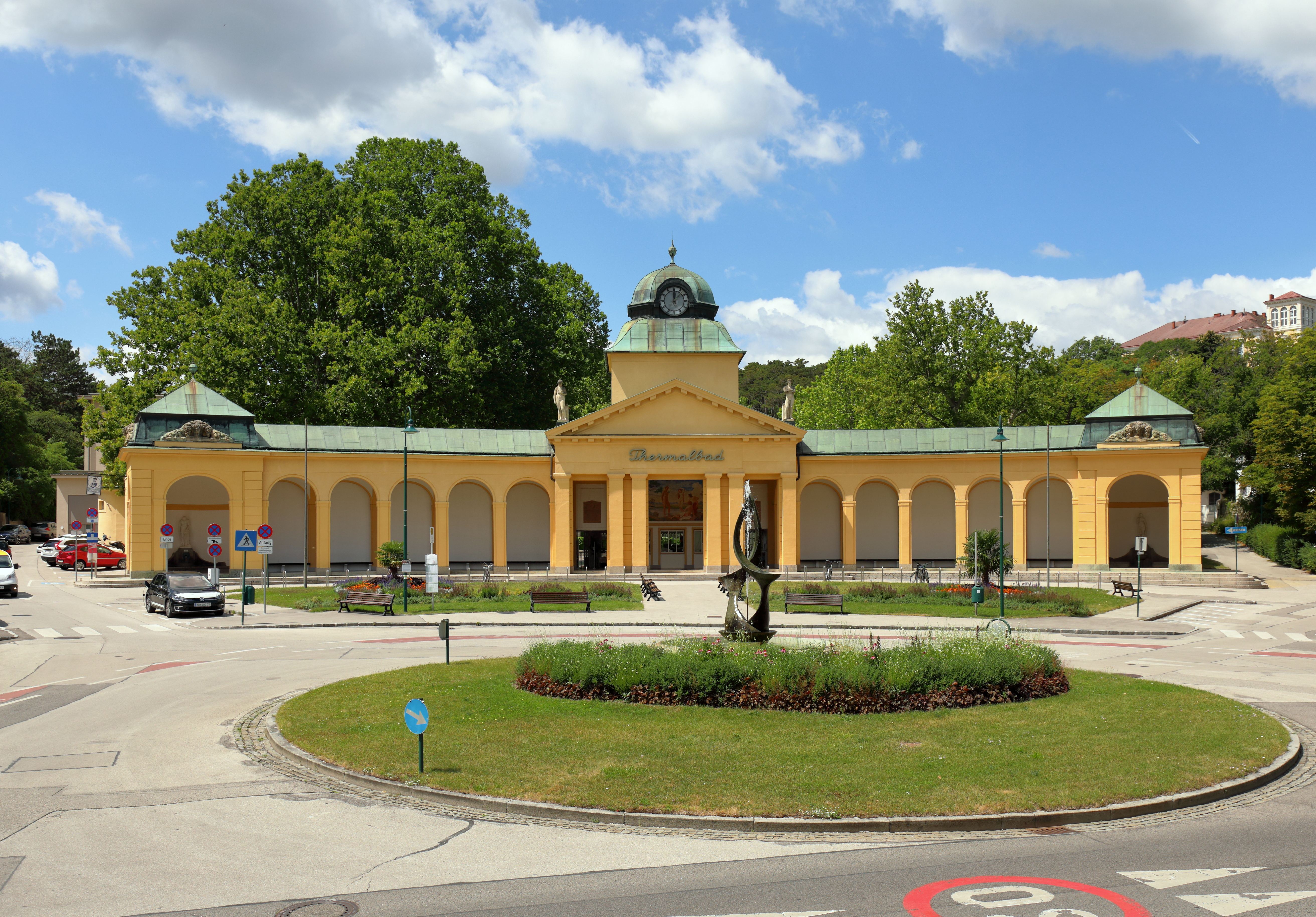
Thermalbad in Bad Vöslau (Ausführung durch W. E. Luksch)

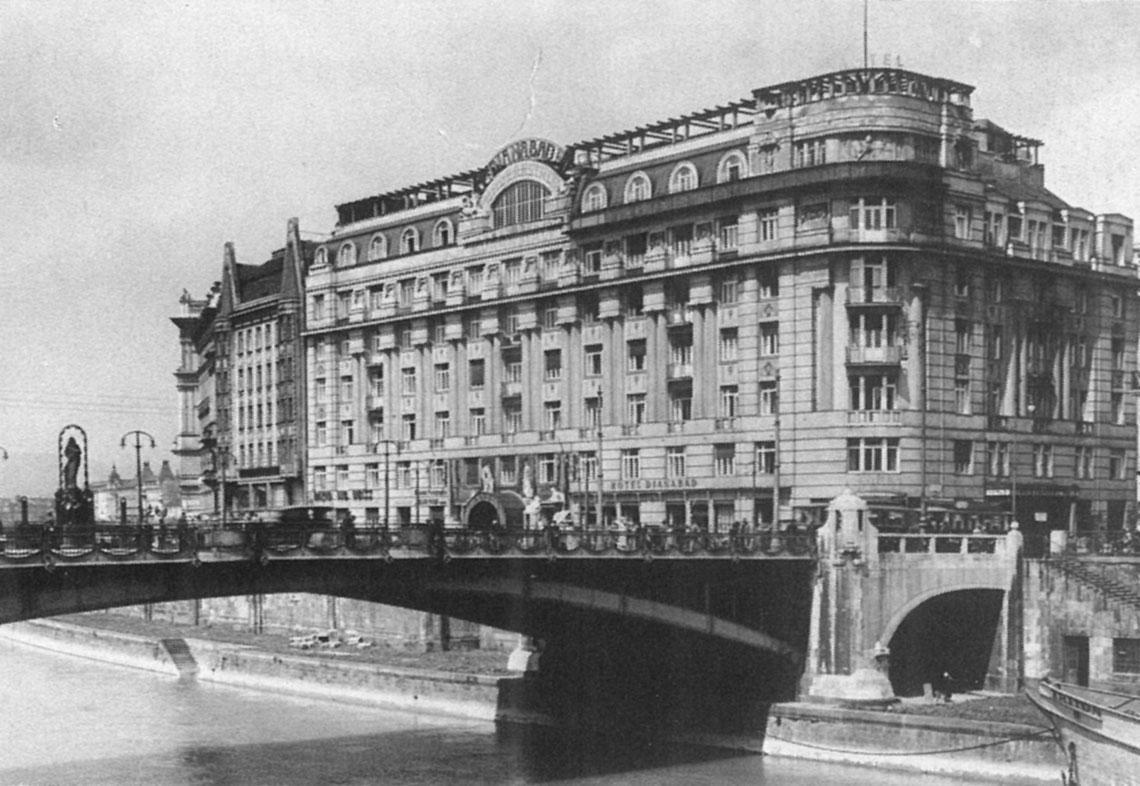
Dianabad Wien um 1917

Peter Paul Brang (* 27. April 1852 in Bukarest; † 27. März 1925 in Wien) war ein Architekt aus Siebenbürgen, der in Österreich, Tschechien, der Slowakei, Slowenien, Bulgarien und Rumänien wirkte.

## Ausbildung und Wirken
Brang wurde in der rumänischen Hauptstadt Bukarest als Sohn eines Bauunternehmers aus Kronstadt im ungarischen Siebenbürgen (heute Brașov/Rumänien) geboren. Er besuchte in Wien zunächst die Bau- und Maschinengewerbeschule und studierte von 1874 bis 1876 Architektur bei Theophil von Hansen an einer Spezialschule der Akademie der bildenden Künste. 1879 erhielt er die Konzession als Wiener Stadtbaumeister. Er war auch als Sachverständiger und Schätzmeister für Architektur und Hochbaufach am Landesgericht für Strafsachen Wien tätig.
Brang war ein Vertreter des Späthistorismus, wobei er Gotik und Renaissance bevorzugte. Besondere Verdienste erlangte er im Bereich der Bäderbauten. Zu seinen Werken gehören die Städtischen Bäder in Reichenberg (1901–1902), Aussig (1905–1908) sowie das Wiener Dianabad (1913–1916/1917) und das Thermalbad Bad Vöslau in Niederösterreich (1925–1926, Ausführung durch W. E. Luksch). Er baute auch das Dohodno Zdanie (Stadttheater) in Russe (1898–1902), den Celje-Saal im Deutschen Haus in Cilli in Slowenien (1905–1906), die Staatliche Handelshochschule Dimitar Hadzhivasilev in Swischtow (1895), die italienische (ehemals österreichische) Botschaft (1883) und den heutigen BNP Paribas Hauptsitz in Sofia (1885), das Evangelische Gymnasium Bistritz (Bistriţa) (1896–1908), sowie in Suceava (Rumänien) das Vatra Dornei Casino (1898) und den Verwaltungspalast (1903–1904). In Wien-Hernals baute er für die Industriellenfamilie Manner (1910–1914) eine große Villa mit Park in der Klampfelbergstraße.